# هری گولد (بازیکن فوتبال)
هری گولد (انگلیسی: Harry Gould؛ ۵ ژانویه ۱۹۲۵ – ۲۰ مهٔ ۲۰۱۰) بازیکن فوتبال اهل بریتانیا بود.
از باشگاه‌هایی که در آن بازی کرده‌است می‌توان به باشگاه فوتبال نورتویچ ویکتوریا و باشگاه فوتبال ترانمره راورز اشاره کرد.